# Justinas Marcinkevičius
Justinas Marcinkevičius (10. března 1930 Važatkiemis, okres Prienai – 16. února 2011 Vilnius) byl litevský básník, spisovatel a dramatik.

## Život
Justinas Marcinkevičius navštěvoval základní školu v obci Alksniakiemis u Prienai a po absolvování gymnázia Žiburio v Prienai (1942-1949) studoval v letech 1949 až 1954 na Fakultě historie a filologie na univerzitě ve Vilniusu obory litevština a literatura.
V letech 1953 až 1957 pracoval v redakci dětského časopisu „Genys“, od roku 1955 byl členem Svazu litevských spisovatelů (litevsky Lietuvos rašytojų sąjunga) a od roku 1957 také členem Komunistické strany Sovětského svazu. V letech 1957 až 1959 byl odpovědným tajemníkem časopisu „Pergalė“. Od roku 1965 byl i profesionálním spisovatelem. Patřil k členům Iniciativní skupiny hnutí Sąjūdis a od roku 1990 členem Litevské akademie věd (Lietuvos mokslų akademija).
Jeho manželkou byla Genovaitė Marcinkevičienė († 2014).
7. prosince 2010, poté, co upadl na schodech v domě, kde žil, utrpěl poranění hlavy a zlomeninu krčního obratle. Byl převezen do vilniuské univerzitní nemocnice, kde 16. února 2011 zemřel.
K uctění jeho památky byl v Litvě od 7:00 v pátek 18. února do 22:00 v sobotu 19. února vyhlášen smutek. Smuteční ceremoniál se konal ve velkém sále Akademie věd ve Vilniusu 18. února. 19. února byl Justinas Marcinkevičius pohřben na Antakalniském hřbitově.

## Ocenění
- Litevská národní cena
- 2002 Čestné občanství města Vilnius – 2002
- velkokříž Řádu Vitolda Velikého – 3. února 2003, Litva[5]
- Řád bílé hvězdy II. třídy – 30. září 2004, Estonsko[6]